# Torneo Clausura 2021 (Honduras)
El Torneo Clausura 2021 (también llamado Copa Salva Vida de Clausura 2021, por motivos de patrocinio), fue la (79.ª edición) de la Liga Nacional de Honduras, siendo el segundo torneo de la Temporada 2020-21. Comenzó a disputarse el 16 de febrero y culminó el 19 de mayo de 2021.

## Sistema de competición

### Fase de clasificación
En la fase de clasificación se observará el sistema de puntos. La ubicación en la tabla general está sujeta a lo siguiente:
- Por juego ganado se obtendrán tres puntos.
- Por juego empatado se obtendrá un punto.
- Por juego perdido no se otorgan puntos.

Debido a la pandemia del COVID-19, se decidió cambiar el formato del torneo a dos pentagonales, la primera conformada por equipos de la zona norte de Honduras que son Real España, Marathon, Honduras Progreso, Vida y Platense, y la otra pentagonal conformada por equipos de la zona centro que son Olimpia, Motagua, UPNFM, Real de Minas y Real Sociedad.
Real Sociedad es un equipo de la zona norte, pero debido a que no hay suficientes equipos en la zona centro, fue elegido el equipo de Tocoa.
Cada equipo jugará 2 vueltas con cada integrante de la pentagonal, cuando no le toca jugar en su pentagonal, jugará a partido contra el que no le toque jugar de la otra pentagonal, y al finalizar las vueltas, jugará con cada integrante de la otra pentagonal (salvo con el que jugó en las vueltas).

### Fase final
La fase final se definirá por las siguientes etapas:
- Final de grupos
- Repechaje
- Semifinal
- Final

Los primeros de cada pentagonal, jugará una final a partido ida y vuelta, para definir quién clasifica a la finalísima. Los segundos y los terceros, deberán jugar un repechaje, para definir los 2 que van acompañar a los primeros de las pentagonales para jugar la semifinal, la semifinal van los primeros contra los ganadores del repechaje, los ganadores de la semifinal van a jugar la final para definir al campeón, si el campeón es el mismo que ganó la final de grupos, se proclamaría campeonísimo de la liga, sino jugará una finalísima a partido ida y vuelta para saber quien es el campeón del Torneo Clausura 2021

### Equipos participantes
| Equipo            | Ciudad         | Entrenador          | Estadio                                                           | Aforo                | Primera participación |
| ----------------- | -------------- | ------------------- | ----------------------------------------------------------------- | -------------------- | --------------------- |
| Olimpia           | Tegucigalpa    | Pedro Troglio       | Tiburcio Carías Andino                                            | 35,000               | 1965                  |
| Motagua           | Tegucigalpa    | Diego Vásquez       | Tiburcio Carías Andino                                            | 35,000               | 1965                  |
| Real España       | San Pedro Sula | Raul Gutiérrez      | General Francisco Morazán Olímpico Metropolitano                  | 20,000 40,000        | 1965                  |
| Marathón          | San Pedro Sula | Héctor Vargas       | General Francisco Morazán Olímpico Metropolitano Yankel Rosenthal | 20,000 40,000 15,000 | 1965                  |
| Vida              | La Ceiba       | Fernando Mira       | Municipal Ceibeño                                                 | 20,000               | 1965                  |
| Platense          | Puerto Cortés  | Guillermo Bernárdez | Excelsior                                                         | 15,000               | 1965                  |
| Honduras Progreso | El Progreso    | Fernando Araújo     | Humberto Micheletti                                               | 5,000                | 1965                  |
| UPNFM             | Tegucigalpa    | Salomón Nazar       | Tiburcio Carías Andino                                            | 35,000               | 2017                  |
| Real de Minas     | Danlí          | Reynaldo Tilguath   | Marcelo Tinoco                                                    | 5,000                | 2018                  |
| Real Sociedad     | Tocoa          | Héctor Castellón    | Francisco Martínez Durón                                          | 10,000               | 2012                  |

### Equipos por zona geográfica
| Honduras Progreso Motagua Olimpia Real Sociedad Real España Marathón Vida UPNFM Platense Real de Minas \| Departamento \| N.º \| Equipos \| \| ----------------- \| --- \| -------------------------------- \| \| Cortés \| 3 \| Marathon, Platense y Real España \| \| Francisco Morazán \| 3 \| Motagua, Olimpia y UPNFM \| \| Yoro \| 1 \| Honduras Progreso \| \| Atlántida \| 1 \| Vida \| \| Colón \| 1 \| Real Sociedad \| \| El Paraíso \| 1 \| Real de Minas \| |     |                                  |
| Departamento | N.º | Equipos                          |
| Cortés | 3   | Marathon, Platense y Real España |
| Francisco Morazán | 3   | Motagua, Olimpia y UPNFM         |
| Yoro | 1   | Honduras Progreso                |
| Atlántida | 1   | Vida                             |
| Colón | 1   | Real Sociedad                    |
| El Paraíso | 1   | Real de Minas                    |

### Cambios de entrenadores
| Equipo            | Entrenador saliente | Jornadas | Nuevo entrenador     | Jornadas |
| ----------------- | ------------------- | -------- | -------------------- | -------- |
| Honduras Progreso | David Funez         | Pre.     | Fernando Araújo      | Pre.     |
| Real España       | Emilson Soto (int.) | Pre.     | Raúl Gutiérrez       | Pre.     |
| Real de Minas     | Israel Canales      | 1 - 4    | Reynaldo Tilguath    | 5 -      |
| Real Sociedad     | Carlos Tábora       | 1 - 9    | Héctor Castellón     | 10 -     |
| Vida              | Nerlin Membreño     | 1 - 11   | Fernando Mira (int.) | 12 -     |

## Fase de clasificación
| Jornada 1          | Jornada 1 | Jornada 1     | Jornada 1           | Jornada 1     | Jornada 1 |
| Local              | Resultado | Visitante     | Estadio             | Fecha         | Hora      |
| ------------------ | --------- | ------------- | ------------------- | ------------- | --------- |
| UPNFM              | 1 - 2     | Motagua       | Nacional            | 16 de febrero | 17:00     |
| Honduras Progreso  | 1 - 1     | Marathón      | Humberto Micheletti | 16 de febrero | 19:15     |
| Real Sociedad      | 1 - 1     | Real de Minas | Francisco Martínez  | 17 de febrero | 15:00     |
| Vida               | 2 - 2     | Platense      | Ceibeño             | 17 de febrero | 17:15     |
| Real España        | 1 - 2     | Olimpia       | Morazán             | 17 de febrero | 19:00     |
| Total de goles: 14 |           |               |                     |               |           |

| Jornada 2         | Jornada 2 | Jornada 2     | Jornada 2           | Jornada 2     | Jornada 2 |
| Local             | Resultado | Visitante     | Estadio             | Fecha         | Hora      |
| ----------------- | --------- | ------------- | ------------------- | ------------- | --------- |
| Marathón          | 0 - 1     | Motagua       | Yankel Rosenthal    | 20 de febrero | 15:00     |
| Olimpia           | 2 - 0     | Real de Minas | Nacional            | 20 de febrero | 19:00     |
| Honduras Progreso | 0 - 0     | Vida          | Humberto Micheletti | 20 de febrero | 19:15     |
| Real Sociedad     | 1 - 1     | UPNFM         | Francisco Martínez  | 24 de marzo   | 15:06     |
| Platense          | 2 - 2     | Real España   | Excélsior           | 7 de abril    | 17:00     |
| Total de goles: 9 |           |               |                     |               |           |

| Jornada 3          | Jornada 3 | Jornada 3         | Jornada 3      | Jornada 3     | Jornada 3 |
| Local              | Resultado | Visitante         | Estadio        | Fecha         | Hora      |
| ------------------ | --------- | ----------------- | -------------- | ------------- | --------- |
| Real de Minas      | 1 - 4     | Platense          | Marcelo Tinoco | 24 de febrero | 15:00     |
| Motagua            | 2 - 0     | Real Sociedad     | Nacional       | 24 de febrero | 16:30     |
| Vida               | 0 - 1     | Marathón          | Ceibeño        | 24 de febrero | 17:15     |
| Real España        | 1 - 0     | Honduras Progreso | Morazán        | 24 de febrero | 19:00     |
| Olimpia            | 5 - 1     | UPNFM             | Nacional       | 24 de febrero | 19:00     |
| Total de goles: 15 |           |                   |                |               |           |

| Jornada 4          | Jornada 4 | Jornada 4         | Jornada 4        | Jornada 4     | Jornada 4 |
| Local              | Resultado | Visitante         | Estadio          | Fecha         | Hora      |
| ------------------ | --------- | ----------------- | ---------------- | ------------- | --------- |
| Marathón           | 1 - 2     | Real España       | Yankel Rosenthal | 27 de febrero | 15:00     |
| UPNFM              | 2 - 0     | Real de Minas     | Nacional         | 27 de febrero | 17:00     |
| Vida               | 2 - 2     | Real Sociedad     | Ceibeño          | 27 de febrero | 17:15     |
| Motagua            | 1 - 2     | Olimpia           | Nacional         | 28 de febrero | 16:00     |
| Platense           | 0 - 4     | Honduras Progreso | Excélsior        | 28 de febrero | 17:00     |
| Total de goles: 16 |           |                   |                  |               |           |

| Jornada 5          | Jornada 5 | Jornada 5 | Jornada 5           | Jornada 5  | Jornada 5 |
| Local              | Resultado | Visitante | Estadio             | Fecha      | Hora      |
| ------------------ | --------- | --------- | ------------------- | ---------- | --------- |
| Real de Minas      | 0 - 3     | Motagua   | Marcelo Tinoco      | 3 de marzo | 15:00     |
| Real Sociedad      | 2 - 2     | Olimpia   | San Jorge           | 3 de marzo | 15:30     |
| Platense           | 5 - 3     | Marathón  | Excélsior           | 3 de marzo | 17:00     |
| Honduras Progreso  | 0 - 3     | UPNFM     | Humberto Micheletti | 3 de marzo | 19:15     |
| Real España        | 0 - 0     | Vida      | Morazán             | 4 de marzo | 19:00     |
| Total de goles: 18 |           |           |                     |            |           |

| Jornada 6          | Jornada 6 | Jornada 6         | Jornada 6        | Jornada 6  | Jornada 6 |
| Local              | Resultado | Visitante         | Estadio          | Fecha      | Hora      |
| ------------------ | --------- | ----------------- | ---------------- | ---------- | --------- |
| Real de Minas      | 0 - 0     | Real Sociedad     | Marcelo Tinoco   | 6 de marzo | 15:00     |
| Marathón           | 1 - 1     | Honduras Progreso | Yankel Rosenthal | 7 de marzo | 15:00     |
| Motagua            | 3 - 1     | UPNFM             | Nacional         | 7 de marzo | 16:00     |
| Platense           | 2 - 2     | Vida              | Excélsior        | 7 de marzo | 17:00     |
| Olimpia            | 1 - 0     | Real España       | Nacional         | 7 de marzo | 20:00     |
| Total de goles: 11 |           |                   |                  |            |           |

| Jornada 7          | Jornada 7 | Jornada 7         | Jornada 7      | Jornada 7   | Jornada 7 |
| Local              | Resultado | Visitante         | Estadio        | Fecha       | Hora      |
| ------------------ | --------- | ----------------- | -------------- | ----------- | --------- |
| Vida               | 1 - 1     | Honduras Progreso | Ceibeño        | 10 de marzo | 17:06     |
| Real de Minas      | 0 - 3     | Olimpia           | Marcelo Tinoco | 11 de marzo | 17:00     |
| Real España        | 4 - 0     | Platense          | Morazán        | 11 de marzo | 19:00     |
| Motagua            | 2 - 0     | Marathón          | Nacional       | 11 de marzo | 19:00     |
| UPNFM              | 1 - 2     | Real Sociedad     | Nacional       | 28 de marzo | 19:00     |
| Total de goles: 14 |           |                   |                |             |           |

| Jornada 8          | Jornada 8 | Jornada 8     | Jornada 8           | Jornada 8   | Jornada 8 |
| Local              | Resultado | Visitante     | Estadio             | Fecha       | Hora      |
| ------------------ | --------- | ------------- | ------------------- | ----------- | --------- |
| UPNFM              | 2 - 1     | Olimpia       | Nacional            | 16 de marzo | 16:00     |
| Marathón           | 1 - 2     | Vida          | Yankel Rosenthal    | 17 de marzo | 15:00     |
| Platense           | 1 - 1     | Real de Minas | Excélsior           | 17 de marzo | 17:00     |
| Honduras Progreso  | 1 - 1     | Real España   | Humberto Micheletti | 17 de marzo | 19:15     |
| Real Sociedad      | 3 - 3     | Motagua       | Francisco Martínez  | 7 de abril  | 15:15     |
| Total de goles: 16 |           |               |                     |             |           |

| Jornada 9          | Jornada 9 | Jornada 9 | Jornada 9           | Jornada 9   | Jornada 9 |
| Local              | Resultado | Visitante | Estadio             | Fecha       | Hora      |
| ------------------ | --------- | --------- | ------------------- | ----------- | --------- |
| Real de Minas      | 0 - 3     | UPNFM     | Marcelo Tinoco      | 20 de marzo | 17:00     |
| Real España        | 2 - 2     | Marathón  | Morazán             | 20 de marzo | 19:00     |
| Real Sociedad      | 2 - 4     | Vida      | Francisco Martínez  | 21 de marzo | 15:06     |
| Honduras Progreso  | 1 - 1     | Platense  | Humberto Micheletti | 21 de marzo | 19:15     |
| Olimpia            | 0 - 0     | Motagua   | Nacional            | 24 de abril | 19:00     |
| Total de goles: 15 |           |           |                     |             |           |

| Jornada 10         | Jornada 10 | Jornada 10        | Jornada 10       | Jornada 10  | Jornada 10 |
| Local              | Resultado  | Visitante         | Estadio          | Fecha       | Hora       |
| ------------------ | ---------- | ----------------- | ---------------- | ----------- | ---------- |
| UPNFM              | 0 - 2      | Honduras Progreso | Nacional         | 31 de marzo | 19:00      |
| Marathón           | 1 - 0      | Platense          | Yankel Rosenthal | 3 de abril  | 15:00      |
| Motagua            | 2 - 2      | Real de Minas     | Nacional         | 3 de abril  | 16:00      |
| Vida               | 2 - 3      | Real España       | Ceibeño          | 3 de abril  | 17:15      |
| Olimpia            | 3 - 1      | Real Sociedad     | Nacional         | 3 de abril  | 19:30      |
| Total de goles: 16 |            |                   |                  |             |            |

| Jornada 11         | Jornada 11 | Jornada 11        | Jornada 11       | Jornada 11  | Jornada 11 |
| Local              | Resultado  | Visitante         | Estadio          | Fecha       | Hora       |
| ------------------ | ---------- | ----------------- | ---------------- | ----------- | ---------- |
| Marathón           | 1 - 1      | UPNFM             | Yankel Rosenthal | 9 de abril  | 15:06      |
| Platense           | 1 - 1      | Real Sociedad     | Excélsior        | 10 de abril | 17:00      |
| Vida               | 0 - 3      | Olimpia           | Ceibeño          | 10 de abril | 17:15      |
| Motagua            | 5 - 2      | Honduras Progreso | Nacional         | 11 de abril | 16:00      |
| Real de Minas      | 0 - 0      | Real España       | Marcelo Tinoco   | 11 de abril | 17:00      |
| Total de goles: 14 |            |                   |                  |             |            |

| Jornada 12         | Jornada 12 | Jornada 12  | Jornada 12          | Jornada 12  | Jornada 12 |
| Local              | Resultado  | Visitante   | Estadio             | Fecha       | Hora       |
| ------------------ | ---------- | ----------- | ------------------- | ----------- | ---------- |
| Real Sociedad      | 1 - 1      | Marathón    | Francisco Martínez  | 17 de abril | 15:15      |
| UPNFM              | 0 - 0      | Platense    | Nacional            | 17 de abril | 16:00      |
| Real de Minas      | 2 - 2      | Vida        | Marcelo Tinoco      | 17 de abril | 17:00      |
| Honduras Progreso  | 0 - 5      | Olimpia     | Humberto Micheletti | 17 de abril | 19:15      |
| Motagua            | 1 - 0      | Real España | Nacional            | 17 de abril | 20:00      |
| Total de goles: 12 |            |             |                     |             |            |

| Jornada 13         | Jornada 13 | Jornada 13        | Jornada 13         | Jornada 13  | Jornada 13 |
| Local              | Resultado  | Visitante         | Estadio            | Fecha       | Hora       |
| ------------------ | ---------- | ----------------- | ------------------ | ----------- | ---------- |
| Marathón           | 3 - 2      | Real de Minas     | Yankel Rosenthal   | 21 de abril | 15:06      |
| Real Sociedad      | 3 - 1      | Honduras Progreso | Francisco Martínez | 21 de abril | 15:36      |
| Vida               | 1 - 1      | Motagua           | Ceibeño            | 21 de abril | 17:15      |
| Real España        | 1 - 1      | UPNFM             | Morazán            | 21 de abril | 19:00      |
| Olimpia            | 5 - 0      | Platense          | Nacional           | 21 de abril | 19:00      |
| Total de goles: 18 |            |                   |                    |             |            |

| Jornada 14         | Jornada 14 | Jornada 14    | Jornada 14          | Jornada 14  | Jornada 14 |
| Local              | Resultado  | Visitante     | Estadio             | Fecha       | Hora       |
| ------------------ | ---------- | ------------- | ------------------- | ----------- | ---------- |
| Real España        | 0 - 0      | Real Sociedad | Morazán             | 27 de abril | 19:00      |
| Platense           | 2 - 3      | Motagua       | Excélsior           | 27 de abril | 19:00      |
| UPNFM              | 3 - 1      | Vida          | Marcelo Tinoco      | 27 de abril | 19:00      |
| Honduras Progreso  | 5 - 2      | Real de Minas | Humberto Micheletti | 27 de abril | 19:00      |
| Olimpia            | 2 - 1      | Marathón      | Nacional            | 27 de abril | 19:00      |
| Total de goles: 19 |            |               |                     |             |            |

## Torneo Clausura

### Grupo A
Simbología:

Pts: puntos acumulados.

PJ: partidos jugados.

PG: partidos ganados.

PE: partidos empatados.

PP: partidos perdidos.

GF: goles a favor.

GC: goles en contra.

|                                            |    | Equipo            | PJ | G | E | P | GF | GC | Dif. | Pts |
| ------------------------------------------ | -- | ----------------- | -- | - | - | - | -- | -- | ---- | --- |
|                                            | 1. | Real España       | 14 | 4 | 7 | 3 | 17 | 13 | +4   | 19  |
|                                            | 2. | Honduras Progreso | 14 | 3 | 6 | 5 | 20 | 25 | -5   | 15  |
|                                            | 3. | Vida              | 14 | 2 | 8 | 4 | 19 | 23 | -4   | 14  |
|                                            | 4. | Marathón          | 14 | 3 | 5 | 6 | 17 | 22 | -5   | 14  |
|                                            | 5. | Platense          | 14 | 2 | 6 | 6 | 20 | 33 | -13  | 12  |
| Última actualización: 27 de abril de 2021. |    |                   |    |   |   |   |    |    |      |     |

|  | Clasificado directo a semifinales |
|  | Clasificado a la fase final       |
|  | Último lugar                      |

### Grupo B
Simbología:

Pts: puntos acumulados.

PJ: partidos jugados.

PG: partidos ganados.

PE: partidos empatados.

PP: partidos perdidos.

GF: goles a favor.

GC: goles en contra.

|                                            |    | Equipo        | PJ | G  | E | P | GF | GC | Dif. | Pts |
| ------------------------------------------ | -- | ------------- | -- | -- | - | - | -- | -- | ---- | --- |
|                                            | 1. | Olimpia       | 14 | 11 | 2 | 1 | 36 | 9  | +27  | 35  |
|                                            | 2. | Motagua       | 14 | 9  | 4 | 1 | 29 | 14 | +15  | 31  |
|                                            | 3. | UPNFM         | 14 | 5  | 4 | 5 | 20 | 19 | +1   | 19  |
|                                            | 4. | Real Sociedad | 14 | 3  | 8 | 3 | 21 | 21 | 0    | 17  |
|                                            | 5. | Real de Minas | 14 | 0  | 6 | 8 | 11 | 31 | -20  | 6   |
| Última actualización: 27 de abril de 2021. |    |               |    |    |   |   |    |    |      |     |

|  | Clasificado directo a semifinales |
|  | Clasificado a la fase final       |
|  | Último lugar                      |

## Fase final
|  | Repechajes | Repechajes        | Repechajes | Repechajes | Repechajes |  |  | Semifinales | Semifinales       | Semifinales | Semifinales | Semifinales |  |  | Final | Final   | Final | Final | Final |
|  |            |                   |            |            |            |  |  |             |                   |             |             |             |  |  |       |         |       |       |       |
|  |            |                   |            |            |            |  |  | 1B.º        | Olimpia           | 0           | 7           | 7           |  |  |       |         |       |       |       |
|  | 2A.º       | Honduras Progreso | 2          | 4          | 6          |  |  | 2A.º        | Honduras Progreso | 0           | 0           | 0           |  |  |       |         |       |       |       |
|  | 3B.º       | UPNFM             | 3          | 0          | 3          |  |  |             |                   |             |             |             |  |  | 1.°   | Olimpia | 1     | 1     | 2(4)  |
|  |            |                   |            |            |            |  |  |             |                   |             |             |             |  |  | 2.º   | Motagua | 2     | 0     | 2(3)  |
|  |            |                   |            |            |            |  |  | 1A.º        | Real España       | 0           | 1           | 1(6)        |  |  |       |         |       |       |       |
|  | 2B.º       | Motagua           | 1          | 3          | 4          |  |  | 2B.º        | Motagua           | 1           | 0           | 1(7)        |  |  |       |         |       |       |       |
|  | 3A.º       | Vida              | 1          | 0          | 1          |  |  |             |                   |             |             |             |  |  |       |         |       |       |       |

### Repechajes
| 1 de mayo de 2021, 17:00 | UPNFM                                | 3:2 (2:1) | Honduras Progreso       | Estadio Nacional, Tegucigalpa |                          |
|                          | Osorio 14' · Elvir 30' · Guillén 76' | Reporte   | Agámez 3' · Rotondi 78' | Árbitro(s): Álex Morazán      | Árbitro(s): Álex Morazán |

| 5 de mayo de 2021, 19:00 | Honduras Progreso                | 4:0 (1:0) | UPNFM | Estadio Humberto Micheletti, El Progreso |                         |
|                          | Rotondi 4' 76' 101' · Agámez 88' | Reporte   |       | Árbitro(s): Marlon Díaz                  | Árbitro(s): Marlon Díaz |

| 2 de mayo de 2021, 15:06 | Vida      | 1:1 (0:0) | Motagua     | Estadio Ceibeño, La Ceiba     |                               |
|                          | Palma 56' | Reporte   | Moncada 85' | Árbitro(s): Orlando Hernández | Árbitro(s): Orlando Hernández |

| 4 de mayo de 2021, 19:00 | Motagua                                  | 3:0 (0:0) | Vida | Estadio Nacional, Tegucigalpa |                               |
|                          | López 68' · Mayorquín 77' · Klusener 82' | Reporte   |      | Árbitro(s): Jefferson Escobar | Árbitro(s): Jefferson Escobar |

### Final de Grupos
| 1 de mayo de 2021, 18:00 | Real España | 0:0 (0:0) | Olimpia | Estadio Olímpico Metropolitano, San Pedro Sula |                              |
|                          |             | Reporte   |         | Árbitro(s): Héctor Rodríguez                   | Árbitro(s): Héctor Rodríguez |

| 5 de mayo de 2021, 19:00                                        | Olimpia                          | 2:1 (1:1) (Global 2-1) | Real España | Estadio Nacional, Tegucigalpa |                            |
|                                                                 | Chirinos 27' Bengtson 63' (pen.) | Reporte                | Mejía 29'   | Árbitro(s): Nelson Salgado    | Árbitro(s): Nelson Salgado |
| Olimpia Gana por Global 2-1 y se asegura un puesto en la Final. |                                  |                        |             |                               |                            |

### Semifinales
| 8 de mayo de 2021, 18:00 | Honduras Progreso | 0:0 (0:0) | Olimpia | Estadio Humberto Micheletti, El Progreso |                              |
|                          |                   | Reporte   |         | Árbitro(s): Melvin Matamoros             | Árbitro(s): Melvin Matamoros |

| 12 de mayo de 2021, 20:00                             | Olimpia                                                             | 7:0 (3:0) | Honduras Progreso | Estadio Nacional, Tegucigalpa |                            |
|                                                       | Arboleda 3' 41' 49' 51' · Rodríguez 34' · Hernández 61' · Pinto 81' | Reporte   |                   | Árbitro(s): Armando Castro    | Árbitro(s): Armando Castro |
| Olimpia gana 7-0 en el Global y Clasifica a la final. |                                                                     |           |                   |                               |                            |

| 8 de mayo de 2021, 20:00 | Motagua      | 1:0 (1:0) | Real España | Estadio Nacional, Tegucigalpa |                           |
|                          | Galvaliz 29' | Reporte   |             | Árbitro(s): Óscar Moncada     | Árbitro(s): Óscar Moncada |

| 12 de mayo de 2021, 18:00                           | Real España                                                           | 1:0 (0:0) (6:7 p.)         | Motagua                                                                        | Estadio Olímpico Metropolitano, San Pedro Sula |                              |
|                                                     | Montes (Ag.) 86'                                                      | Reporte                    |                                                                                | Árbitro(s): Héctor Rodríguez                   | Árbitro(s): Héctor Rodríguez |
|                                                     |                                                                       | Tiros desde el punto penal |                                                                                |                                                |                              |
|                                                     | Martínez · Rocca · Reyes · Vuelto · García · Flores · Montes · Flores |                            | Moreira · López · Decas · Castellanos · Rougier · Montes · Fernández · Pereira |                                                |                              |
| Motagua gana en Penales 7-6 y clasifica a la final. |                                                                       |                            |                                                                                |                                                |                              |

### Final
| 16 de mayo de 2021, 18:00 | Motagua                                       | 2:1 (1:0) | Olimpia      | Estadio Nacional, Tegucigalpa |                            |
|                           | Moreira 34' (pen.) · Villafranca 90+1' (pen.) | Reporte   | Bengtson 55' | Árbitro(s): Armando Castro    | Árbitro(s): Armando Castro |

| 19 de mayo de 2021, 19:00                                   | Olimpia                                            | 1:0 (1:0) (4:3 p.)         | Motagua                                           | Estadio Nacional, Tegucigalpa |                           |
|                                                             | Bengtson 43'                                       | Reporte                    |                                                   | Árbitro(s): Said Martínez     | Árbitro(s): Said Martínez |
|                                                             |                                                    | Tiros desde el punto penal |                                                   |                               |                           |
|                                                             | Alvarado · Leverón · Hernández · Flores · Bengtson |                            | Moreira · García · Decas · Villafranca · Martínez |                               |                           |
| Olimpia gana en Penales 4-3 y se convierte en Campeonisimo. |                                                    |                            |                                                   |                               |                           |

|                             |
| Campeón Olimpia 33.° título |

## Estadísticas

### Clasificados a torneos internacionales
| Clasificado | Liga Concacaf 2021 |
| ----------- | ------------------ |
| Honduras 1  | Olimpia            |
| Honduras 2  | Motagua            |
| Honduras 3  | Marathón           |

### Promedio de Descenso
| Pos  | Equipo            | Ap. 2020 | Cl. 2021 | Total | PJ | Promedio |
| ---- | ----------------- | -------- | -------- | ----- | -- | -------- |
| 1.º  | Olimpia           | 34       | 35       | 69    | 28 | 2.4642   |
| 2.º  | Motagua           | 32       | 31       | 63    | 28 | 2.25     |
| 3.º  | Marathón          | 26       | 14       | 40    | 28 | 1.4285   |
| 4.º  | UPNFM             | 18       | 19       | 37    | 28 | 1.3214   |
| 5.º  | Real España       | 16       | 19       | 35    | 28 | 1.25     |
| 6.º  | Vida              | 21       | 14       | 35    | 28 | 1.25     |
| 7.º  | Platense          | 17       | 12       | 29    | 28 | 1.0357   |
| 8.º  | Honduras Progreso | 10       | 15       | 25    | 28 | 0.8928   |
| 9.º  | Real Sociedad     | 5        | 17       | 22    | 28 | 0.7857   |
| 10.º | Real de Minas     | 12       | 6        | 18    | 28 | 0.6428   |

|  |                                                                                                  |
|  | El Real de Minas, ocupó esta posición al final de la temporada y descendió a la Liga de Ascenso. |